# 四国中央市議会
四国中央市議会（しこくちゅうおうしぎかい）は、愛媛県四国中央市に設置されている地方議会である。

## 概要

### 任期
4年

### 定数
22人

### 所在地
愛媛県四国中央市三島宮川4丁目6番55号
四国中央市役所庁舎棟6階

### 委員会
- 議会運営委員会

#### 常任委員会
- 総務市民委員会
- 教育厚生委員会
- 産業建設委員会

#### 特別委員会
- 決算特別委員会

### 定例会
- 年4回実施[2]
  - 3月
  - 6月
  - 9月
  - 12月

### 事務局
- 議会事務局

## 会派
| 会派名             | 議員数 | 所属党派        | 議員名（◎は代表者）                                                      | 女性議員数 | 女性議員の比率(%) |
| ------------------ | ------ | --------------- | ------------------------------------------------------------------------ | ---------- | ----------------- |
| 一新会             | 8      | 参政党1 無所属7 | ◎三宅繁博 吉原敦 横内博之 佐藤駿（参） 村上智子 宮崎恵 石津裕之 眞鍋利憲 | 2          | 25                |
| 令和会             | 4      | 無所属          | ◎吉田善三郎 山川和孝 眞鍋幹雄 下司早智子                                 | 1          | 25                |
| 自民・公明クラブ   | 3      | 公明党2 無所属1 | ◎山本照男 三浦克彦（公） 田邉恵子（公）                                  | 1          | 33.33             |
| 四国中央           | 3      | 無所属          | ◎川上賢孝 原田泰樹 谷國光                                                | 0          | 0                 |
| 改新会             | 3      | 無所属          | ◎曽我部清 猪川護 宇田秀雄                                                | 0          | 0                 |
| 会派に属さない議員 | 1      | 日本共産党      | 飛鷹裕輔                                                                 | 0          | 0                 |
| 合計               | 22     |                 |                                                                          | 4          | 22.72             |

## 定数の推移
「四国中央市議会議員定数条例」によって定数が決められている。
- 2004年（平成16年）4月1日合併在任特例 - 69人
- 2004年（平成16年）11月28日選挙 - 69人→30人
- 2008年（平成20年）11月9日選挙 - 30人→28人
- 2012年（平成24年）11月11日選挙 - 28人→26人
- 2016年（平成28年）11月13日選挙 - 26人→22人